# Francesco Pisano
Francesco Pisano (* 29. April 1986 in Cagliari) ist ein italienischer Fußballspieler. Er spielte auf der Position des rechten Verteidigers.

## Spielerkarriere
In seiner Jugend spielte Pisano weniger Fußball, stattdessen widmete er sich der Leichtathletik. So kam es, dass er in die italienische U-16 der 100-Meter-Läufer berufen wurde und die 100 Meter in einer Zeit von nur 10,2 Sekunden absolvierte.
In der Saison 2006/07 wurde er hinter David Suazo zum Spieler des Jahres von Cagliari Calcio gewählt.